# Castel Belasi
Castel Belasi ist eine Burg in Segonzone, einem Ortsteil der Gemeinde Campodenno im Trentino. 

## Geschichte
Die Burg war Stammsitz eines gleichnamigen Vasallengeschlechts der Grafen von Eppan. Eine Angehörige heiratete Ulrich de Ragonia aus Florenz, der 1291 mit Belasi belehnt wurde. Seine zweite Ehefrau Camilla, Witwe des Rudolf von Rubein brachte im Übrigen Rubein bei Meran an die Ragonia, die sich seit dem nach ihren Besitzungen Rubein bzw. Belasi nannte. 1334 erscheint "Johannes de Belasio miles". Das Geschlecht ist gegen Ende des 14. Jahrhunderts ausgestorben. Elisabeth von Belasi-Ragonia heiratete Arnold, Sohn des Cuanus (daher Khuen) von Tramin, Stammvater der Familie Khuen von Belasy, der gegen 1380 in den Besitz des Tiroler Lehens kam. Nachdem Peter von Spaur die Burg eroberte, musste er sie 1420 an die Khuen zurückgeben.
Belasi blieb über Jahrhunderte im Eigentum der Grafen Khuen von Belasy. Die mittelalterliche Wehranlage wurde ab dem 16. Jahrhundert zu einem herrschaftlichen Adelssitz umgebaut und erweitert. Die gräfliche Familie, die Castel Belasi als Sommersitz nutzte, bewohnte sie noch bis in das 20. Jahrhundert. Kürzlich ging sie in das Eigentum der Gemeinde Campodenno über, die plant, die Burg nach dringenden Instandsetzungsarbeiten für die Öffentlichkeit zugänglich zu machen.